# Branch Warren

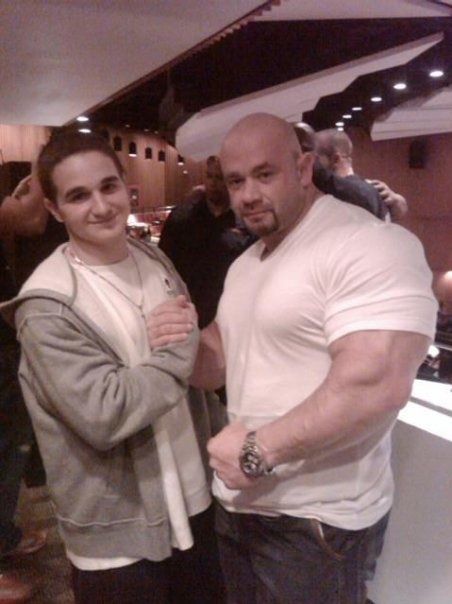
Dean Pillarella i Branch Warren.

William "Branch" Warren, pseud. Quadrasaurus Flex (ur. 28 lutego 1975 r. w Tyler w stanie Teksas, USA) − profesjonalny amerykański kulturysta.

## Biogram
Debiutował w 1992 roku, zdobywając złoty medal podczas zawodów AAU Teenage Mr. America. Rok później zwyciężył w zawodach NPC Teenage Nationals. Po sześcioletniej przerwie (1993–'99) powrócił na scenę kulturystyczną biorąc udział w NPC Junior Nationals. Od tego momentu nieprzerwanie kontynuuje karierę sportową.
Kilkukrotnie startował w zawodach Arnold Classic; w 2011 zajął pierwsze miejsce. W konkursie Mr. Olympia 2011 nie wziął udziału z powodu poważnej kontuzji.
Wspólnie z żoną Trish Warren, zawodniczką fitness, mieszka w Bel-air w Teksasie. Jest właścicielem przedsiębiorstwa logistycznego.

## Osiągnięcia
- 2015
  - 2015 Arnold Classic - 2. miejsce
  - 2015 Arnold classic Australia - 2. miejsce
  - 2015 Europa Atlantic City Pro - 1. miejsce
  - 2015 Mr. Olympia - 6. miejsce
- 2014
  - 2014 Australian Pro - 4. miejsce
  - 2014 Mr. Olympia - 6. miejsce
- 2013
  - Mr. Olympia XIII m-ce
- 2012
  - Mr. Olympia − VI m-ce
  - Arnold Classic − I m-ce
  - Australian Grand Prix - 1. miejsce
- 2011
  - Arnold Classic − I m-ce
  - British Grand Prix − I m-ce
- 2010:
  - Arnold Classic − III m-ce
  - Mr. Olympia − III m-ce
- 2009:
  - Arnold Classic − III m-ce
  - Mr. Olympia − II m-ce
- 2008:
  - Arnold Classic − IV m-ce
- 2007:
  - Arnold Classic − VII m-ce
  - NewYork Pro Championships − I m-ce
- 2006:
  - Arnold Classic − II m-ce
  - San Francisco Pro Invitational − II m-ce
  - Grand Prix Australia − V m-ce
  - Mr. Olympia − XII m-ce
- 2005:
  - Mr Olympia − VIII m-ce
  - Charlotte Pro Championships − I m-ce
  - Europa Supershow − I m-ce
- 2004:
  - Night of Champions − VIII m-ce
  - Show of Strength Pro Championship − IV m-ce
- 2001:
  - NPC National Championships − zwycięzca w kat. wagowej ciężkiej (podczas tych zawodów Warren uzyskuje kartę zawodnika profesjonalnego)
- 2000:
  - NPC USA Championships − III m-ce w kat. wagowej ciężkiej
- 1999:
  - NPC Junior National Championships − IV m-ce w kat. wagowej ciężkiej
- 1993:
  - NPC Teenage National Championships − zwycięzca w kategorii wagowej lekkociężkiej, jak i całkowity zwycięzca zawodów
- 1992:
  - AAU Teenage Mr. America − zwycięzca w kategorii zawodników niskich, jak i całkowity zwycięzca zawodów